# Kostanjevac (Žumberak)
Kostanjevac je naseljeno mjesto u Republici Hrvatskoj u Zagrebačkoj županiji. 

## Zemljopis
Administrativno je sjedište Općine Žumberak. Naselje se proteže na površini od 2,55 km².

## Stanovništvo
Prema popisu stanovništva iz 2021. godine u naselju Kostanjevac žive 87 stanovnika i to u 33 kućanstva. Gustoća naseljenosti iznosi 34 st./km².
| broj stanovnika | 250   | 308   | 378   | 366   | 384   | 357   | 371   | 349   | 218   | 207   | 204   | 183   | 160   | 136   | 102   | 121   | 100   |
|                 | 1857. | 1869. | 1880. | 1890. | 1900. | 1910. | 1921. | 1931. | 1948. | 1953. | 1961. | 1971. | 1981. | 1991. | 2001. | 2011. | 2021. |

## Znamenitosti
- Crkva Majke Božje Žalosne, zaštićeno kulturno dobro